# Sant Vicenç de Torelló
Sant Vicenç de Torelló è un comune spagnolo di 1 806 abitanti situato nella comunità autonoma della Catalogna.